# Patiscodes
Patiscodes is een geslacht van rechtvleugeligen uit de familie krekels (Gryllidae). De wetenschappelijke naam van dit geslacht is voor het eerst geldig gepubliceerd in 1988 door Gorochov.

## Soorten
Het geslacht Patiscodes omvat de volgende soorten:
- Patiscodes congoensis Chopard, 1962
- Patiscodes hova Brancsik, 1893